# Gestürzt
Gestürzt ist in der Heraldik ein Fachbegriff, der für eine besondere Darstellungsform von Heroldsbildern und Wappenfiguren im Wappen verwendet wird.
Als mit dem heraldischer Kunstwort gestürzt wird eine Heroldsbild/Wappenfigur beschrieben, wenn diese um 180 Grad gedreht, auf dem Kopf steht. Andere Begriffe für das gleiche Ansinnen ist abwärts oder niederwärts gekehrt oder nur umgestürzte Figur. Ob in der Wappenbeschreibung mit gestürzt blasoniert wird, ist von der Zweckmäßigkeit und des Stils abhängig. Besonders dann, wenn für die neue Lage es auch andere Bezeichnungen gibt (Göpel-Deichsel). Bei Menschen und Wappentieren kommt eine gestürzte Darstellung seltener vor. Die verbreitetste Anwendung des Begriffes ist:
- Das gestürzte Wappen oder der gestürzte Schild sollen den ausgestorbenen Mannesstamm anzeigen.
- Die gestürzte Deichsel ist im Schild als Wappenfigur ein Göpel. Als Teilung wird es der Göpelschnitt.
- Ein gestürzter Göpel ist im Schild als Wappenfigur eine Deichsel. Als Teilung wird es der Deichselschnitt.
- Ein gestürzter Halbmond zeigt mit den Spitzen zum Schildfuß.
- Das gestürzte Lateinisches Kreuz wird zum Sinnbild von Simon Petrus als Petruskreuz.

Viele Wappenfiguren eignen sich für die kopfstehenden Darstellung, treten aber nur vereinzelt so in Wappen auf. Erwähnenswert sind der Sparren, die Spitze und der gestürzte Flug.

## Beispiele

Lateinisches Kreuz
Lateinisches Kreuz gestürzt
Halbmond, liegend
Halbmond gestürzt
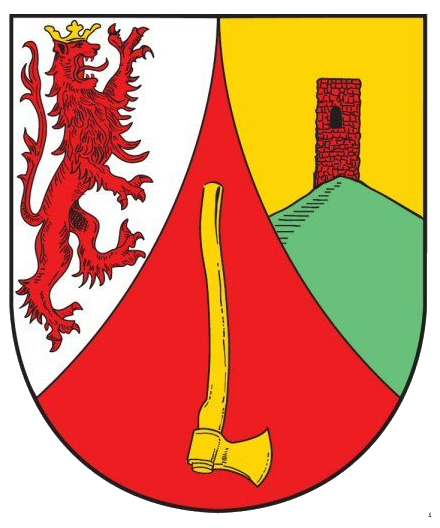
Gestürzte Axt
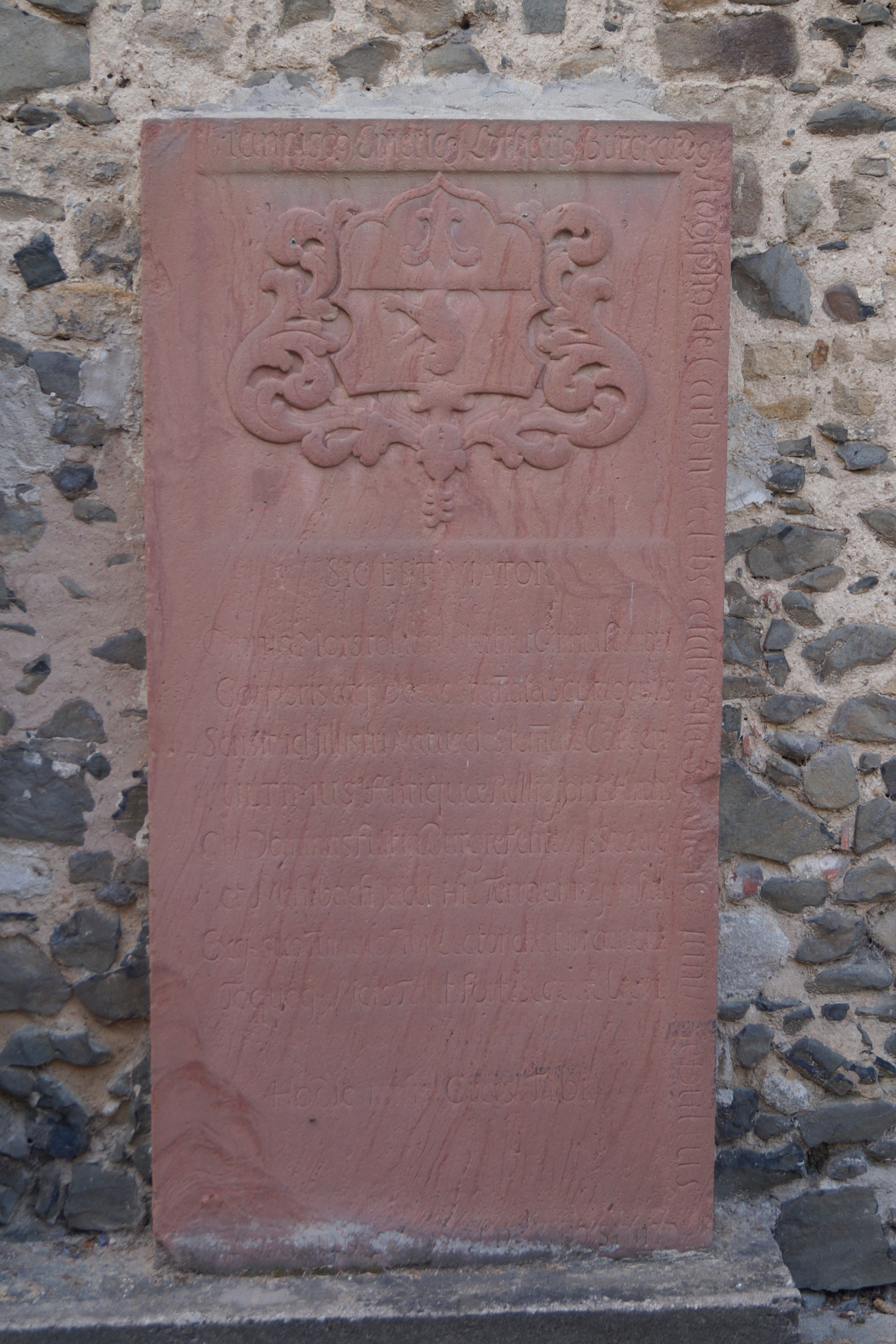
Grabplatte des Franz Emmerich Lothar Burkhard Adolf von Carben an der Basilika in Ilbenstadt, das Wappen ist gestürzt dargestellt, da mit ihm 1729 die Familie von Carben ausstarb.